# Universitatea din Toronto

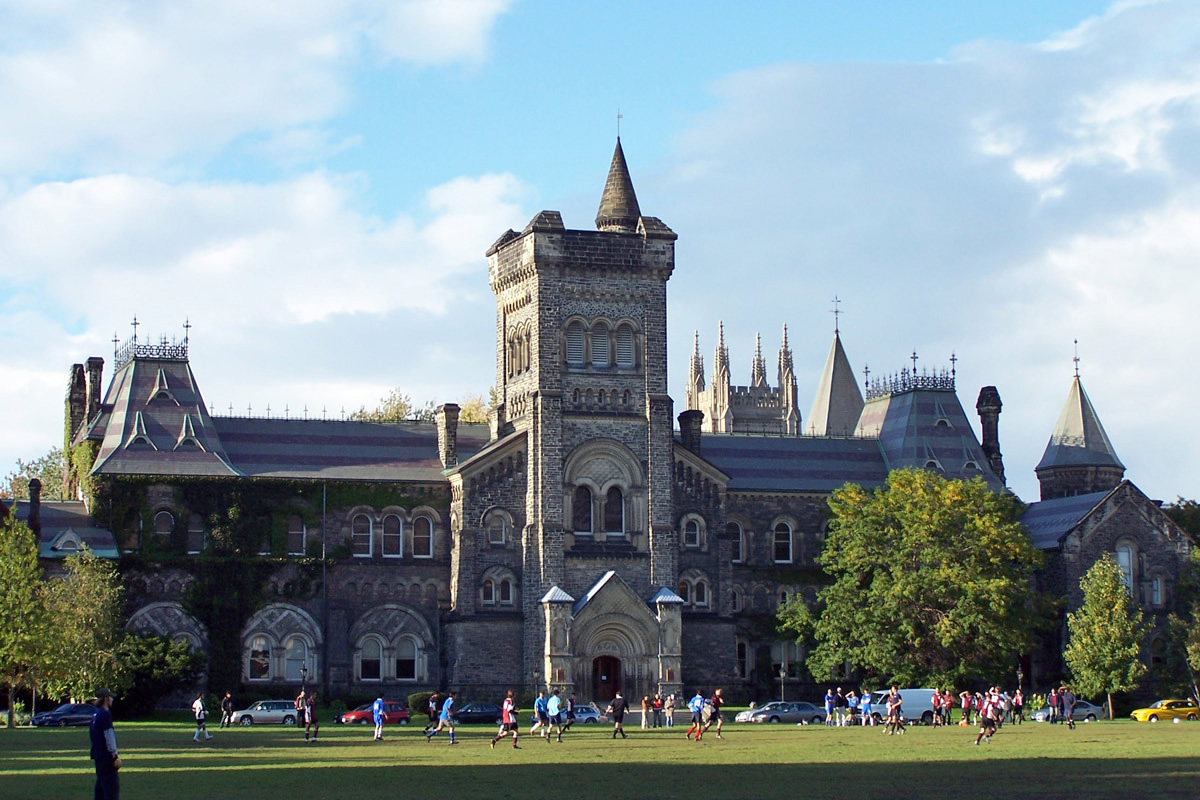
University College de la Universitatea Toronto

Universitatea din Toronto (în engleză University of Toronto) este o universitate publică din Toronto, Ontario, Canada, aflată la nord de Districtul Financiar al orașului, în jurul Queen's Park. Universitatea a fost fondată prin Charta regală din 1827 sub numele de Colegiul Regal, fiind prima instituție de învățământ superior din colonia Canada Superioară. Condusă inițial de Biserica Anglicană, a preluat numele actual în 1850 după ce a devenit instituție laică. Ea este formată din douăsprezece colegii cu caracter diferit și istorie diferită, fiecare cu o largă autonomie. Universitatea conduce șaisprezece facultăți, zece spitale clinice și numeroase instituții de cercetare, cu doua campusuri-satelit aflate la Mississauga și la Scarborough.
Din punct de vedere academic, Universitatea Toronto este cunoscută pentru curricula de critică literară și teoria comunicării, în care au apărut pentru prima oară conceptele de „mediul este mesajul” și „sat global”. Universitatea a fost locul unde au început cercetările în domeniul insulinei și a celulelor stem, și aici s-a realizat și primul microscop electronic funcțional, s-a dezvoltat tehnologia multi-touch și Cygnus X-1 a fost identificată drept gaură neagră. Universitatea primește cele mai substanțiale fonduri guvernamentale de cercetare dintre toate universitățile din Canada.
Varsity Blues sunt echipele sportive ce reprezintă universitatea în competițiile inter-colegii, cu tradiție la gridiron football și în hochei pe gheață. Casa Hart este unul dintre primele centre studențești din America de Nord, și servește scopurilor culturale, intelectuale și recreative în complexul său construit în stil neogotic.

## Legături externe
- Site web oficial
- Heritage University of Toronto – U of T's ongoing history in images, text and rich media